# Noli me tangere (Fra Angelico)
Pour les articles homonymes, voir Noli me tangere (homonymie).
Noli me tangere (ou Apparizione di Cristo risorto a Santa Maria Maddalena) est une fresque réalisée par Fra Angelico dans la cellule no 1 du couvent San Marco, à Florence.

## Thème de l'iconographie chrétienne
La fresque, placée dans la première cellule du corridor Est, côté extérieur, au premier étage du couvent San Marco, représente Jésus ressuscité adressant à Marie Madeleine son fameux « Noli me tangere » par lequel il l'intime de ne pas le toucher, une expression latine traduite par  saint Jérôme de l'adresse Μή μου ἅπτου (Mê mou aptou) issue de l'Évangile selon Jean (Jn 20,17), exprimant que le lien entre l'humanité et sa divine personne n'est plus physique, mais passe désormais par le lien de cœur et la communion eucharistique.

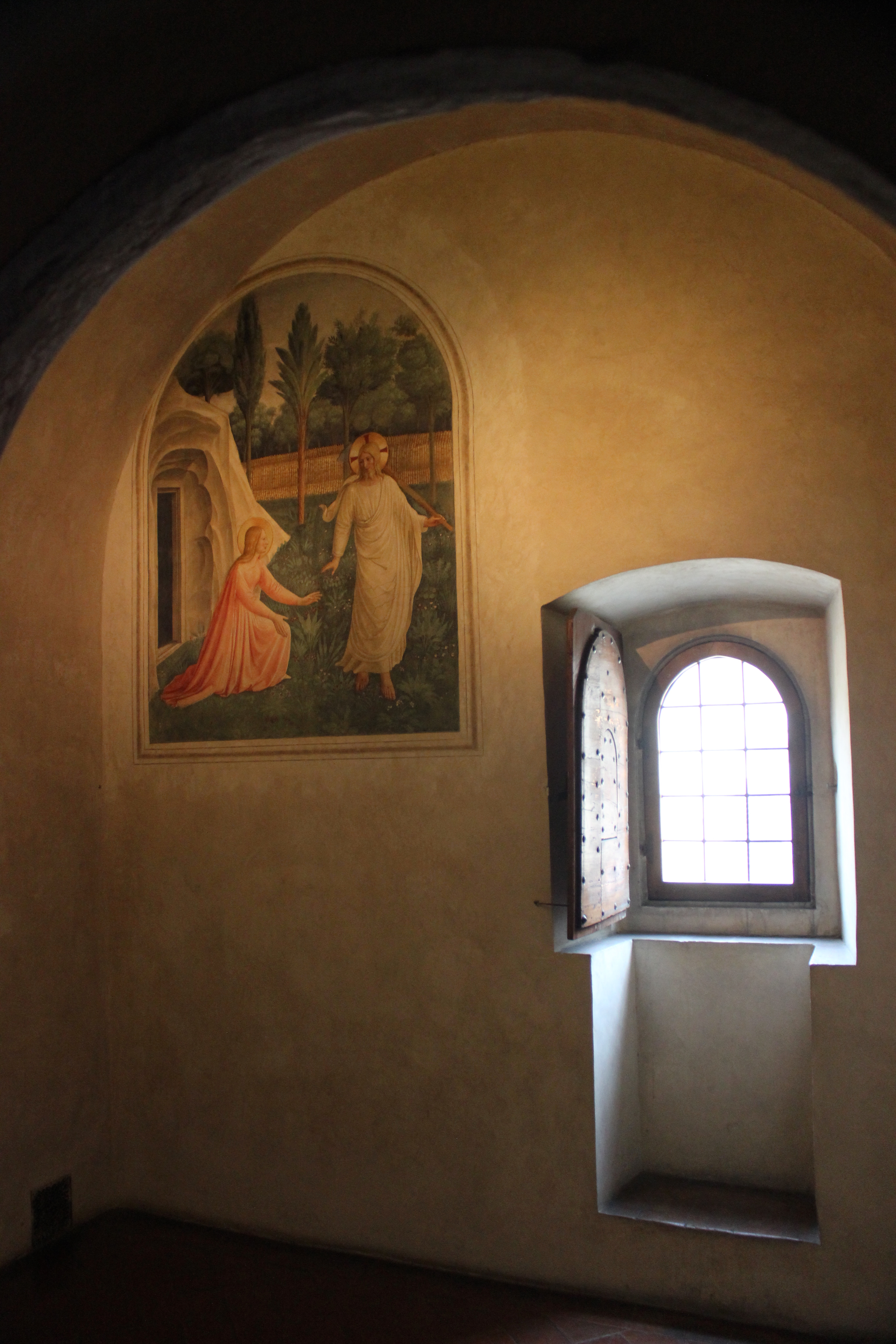
La fresque dans la cellule.